# Alloclusia varia
Alloclusia varia är en tvåvingeart som beskrevs av Malloch 1933. Alloclusia varia ingår i släktet Alloclusia och familjen träflugor. Inga underarter finns listade i Catalogue of Life.